# Sociologija Jevreja
Sociologija Jevreja uključuje sadržinu socioloških teorija i metoda učenja o Jevrejskoj zajednici i o njihovoj religiji. Sociolozi su zabrinuti društvenim šablonima unutar jevrejskih grupa i zajednica; američkih Jevreja; izraleskih Jevreja i Jevreja u dijaspori. Sociološke studije Jevrejske religije uključuje i versko članstvo, rituale i verske obrasce. Značajni časopisi obuhvataju i „Jevrejske drustvene studije”, „Jevrejski časopis za sociologiju” i „Savremeno jevrejstvo”.

## Pojava režima

### Počeci: 1930—1950
Sociologija Jevreja se prvobitno pojavila u Sjedinjenim Američkim Državama 1930ih počevši od izdavanja Jevrejske sociološke studije 1938. godine, sponzorisan od strane Sednice jevrejskih odnosa. Misija časopisa bila je „da promoviše, putem naučnog istraživanja, boljeg razumijevanja položaja Jevreja u modernom svijetu”. Kasnija publikacija „Jevrejski časopis sociologije” 1958. godine je dospeo do „nekoliko prilika … za objavljivanje akademskih i naučnih studija sociologije Jevreja”.

### Rast i razvoj: 1950- sadašnjost
Sociolog Seymour Lipset je 1955. godine zapazio da je disciplina nerazvijena, rekavši da ima mnogo više „jevrejskih sociologa (sociologa jevrejskog porekla)” od „sociologa jevreja”. Elem, naučno polje je počelo da se razvija krajem 1960ih i 1970ih. Profesionalna organizacija je formirana, naročito Udruženje Socijalnih Naučnih Učenja Jevreizma (USNUJ). Godine 1975, nove naučne novine se takodje štampaju — „Moderni Jevreizam”.
Rad Marshall-a Sklare-a je dosta doprineo razvoju ove discipline. On se u današnje vreme smatra jednim od osnivača sociologije Jevreja. Njegovo učenje i učenje Joseph-a Greenblum-a o jevrejskom identitetu u „Lakeville” — u 1967, smatra se jednim od najznačajnijih radova iz te oblasti. Sociološka istraživanja o odnosima kultura izložena od strane Nathan-a Glazer-a i Daniel-a P. Moynihan-a je takodje doprinela razviću sociologije Jevreja.

#### Formiranje ASSJ
Ideja formiranja profesionalne organizacije za naučnike specijalizovane za sociologiju Jevreja pojavila se 1966 godine; o ovom konceptu su razgovarali Verner J.Cahnman i Norman L.Fridman na konferenciji „Američkog socioloskog udruzenja” (ACA). Udruženje su neformalno pokrenuli Norman L. Fridman i Bernard Lejzervic 1970 godine; dogadjaj po nazivom „Sociološka studija Jevreja” održan je na godišnjoj konferenciji ACA. Sociolozi Solomon Pol, Mervin Verbit i Arnold Dasevski podneli su zahtev za osnivanje formalne grupe; predlog je izglasan i prihvaćen. Nova grupa, Udruženje za društveno-naučnu studiju Jevreja (ASSJ ili ASSSJ) je pokrenuta i formalno se sastala naredne godine. Grupa je od tada organizovala godišnje konferencije, osnovala akademski časopis Savremeno jevrejstvo, osnovala ASSJ Njuvzleter i odlikovala izuzetne stručnjake u oblasti sa Marsal Skler nagradom.
Dok su ASSJ i Savremeni Jevreji dominirali sociolozima i socioloskim studijama-svi osim jednog predsednika organizacije su stekli doktorat iz sociologije, dok je drugi dobio doktorat iz psihologije-fokus nije bio ograničen samo na sociologiju. Studije koje obuhvataju druge društvene nauke i istoriju postoje takodje, a i stručnjaci iz tih disciplina su postali članovi, saradnici i počasni članovi.

## Generalne Teorije

### Američki Jevreji
Prema sociologu Samuelu Heilmanu, postoje tri glavna posebna teorijska pristupa u proučavanju sociologije američkih Jevreja:
- Jedinstvenost Judaizma i partikularizma protiv univerzalizma — popularni teoretski pristup razumevanja savremenih američkih Jevreja bila je ideja da Judaizam služi kao religijska evidencija socijalnog stanja američkih Jevreja danas. Aktuelne društvene i političke odluke Jevrejske zajednice ukorenjene su u odgovoru na neizbežan sukob izmedju jevrejskih verskih vrednosti sa jedne strane i sekularnog Američkog života sa druge strane. Drugi, kao sto je Milton Himelfarb, manje se fokusiraju na jevrejsku religiju kao takvu i fokusiraju se na napetost nastalu balansiranjem partikularizma jevrejske tradicije i univerzalizma američke modernosti.
- Marginalna kultura — u 1940-im i 1950-tim, neki naučnici, kao sto je Milton M. Goldberg, videli su jevrejski život u Americi kao uspešnu „marginalnu kulturu”, sledeći „Marginalnu teoriju o čoveku” Roberta E. Parka i Evereta Stonekuista popularnog u to vreme.
- Zajednica i organizacija — treći pristup proizilazi iz rada političkog naučnika Daniela J. Elazara i fokusira se na dinamiku koja stoji iza donošenja odluka unutar jevrejskih društvenih organizacija.

Dok su drugi teorijski pristupi napredovali, oni nisu značajno uticali na istraživački program discipline.

## Primenjena sociologija
Semjuel Klausner, bivši predsednik ASSJ napomenuo je da je sociologija o Jevrejima više primenjena kao društvena nauka nego teorijska. Za Klausnera, teorija razvitka u sociologiji može pomoći u objašnjenju svakog društva, a ne samo Jevrejskog. Doprinos sociologije Jevreja je primena nauke, kao što je metodologija. Ostali, međutim, naglašavaju da je grana deo komparativne sociologije.

## Kolekcija elementarnih programa

### Program iz 1946. godine
Kurt Volf, student Karla Menhajma, je 1946. godine objavio „Osnovni nastavni plan i program sociologije o Jevrejima” u „Društvenim snagama”., značajnom časopisu za sociologiju. Volfov cilj bio je da pruži pomoć Jevrejima, da im se da materijal vezan za kurseve o rasnim odnosima, socijalnoj dezorganizaciji, manjinama i/ili uvodnoj sociologiji. Volfova podela fokusirana je na 3 teme:
- Demografske promene pratile su se posle Drugog svetskog rata i holokausta
- Etničko čišćenje Jevreja
- Antisemitizam

Kasniji naucnici su primetili da je Volfov nastavni plan o sociologiji Jevreja nastojao da prouči spoljne strukture, ali je ignorisao unutrašnju dinamiku jevrejske zajednice.

### Kolekcija elementarnih programa (ASA) iz 1992. godine
Jack Nusan Porter je 1992. godine uredio prvi vodič za prikupljanje nastavnih planova i programa za sociologiju Jevreja. Ova zbirka objavljena je od strane američke asocijacije sociologa (American Sociological Association — ASA). Zbirka obuhvata nastavne planove o sociologiji Jevreja sa 34 koledža i univerziteta. Medjutim, Porter je otkrio da je većina ove zbirke fokusirana specifično na Jevreje koji žive u Americi. Samo 10, od mogućih 34 plana i programa bilo je posvećeno odeljenju sociologije.

### Kolekcija elementarnih programa (ASA) iz 2007. godine
Paul Burstein sa univerziteta u Vašingtonu je sastavio i nadogradio zbirku nastavnih planova i programa sociologije Jevreja. Ova kolekcija je objavljena od strane američke asocijacije sociologa (American Sociological Assosiation — ASA) 2007. godine. U svom radu se Burstein fokusirao na sledece teme:
- komparativni istorijski pristup, koji ispituje promene i evoluirajuće obrasce jevrejskog života u posledinjih nekoliko stotina godina
- život Jevreja u Severnoj Americi, iako se najviše fokusira na Sjedinjene Američke Države
- život Jevreja u Izraelu
- Holokaust

Burstein primećuje nedostatke u odredjenim oblastima. Recimo, dok su odnosi tamnoputih (crnih) Jevreja u SAD-u obuhvaćeni nastavnim planom i programom, odnosi izmedju Jevreja i drugih grupa nisu. Takodje, postoji i nekoliko oblasti koje su pokrivene i obradjene, a ne ticu se Jevreja u Americi ili Izraelu.